# Dorfkirche Vellahn

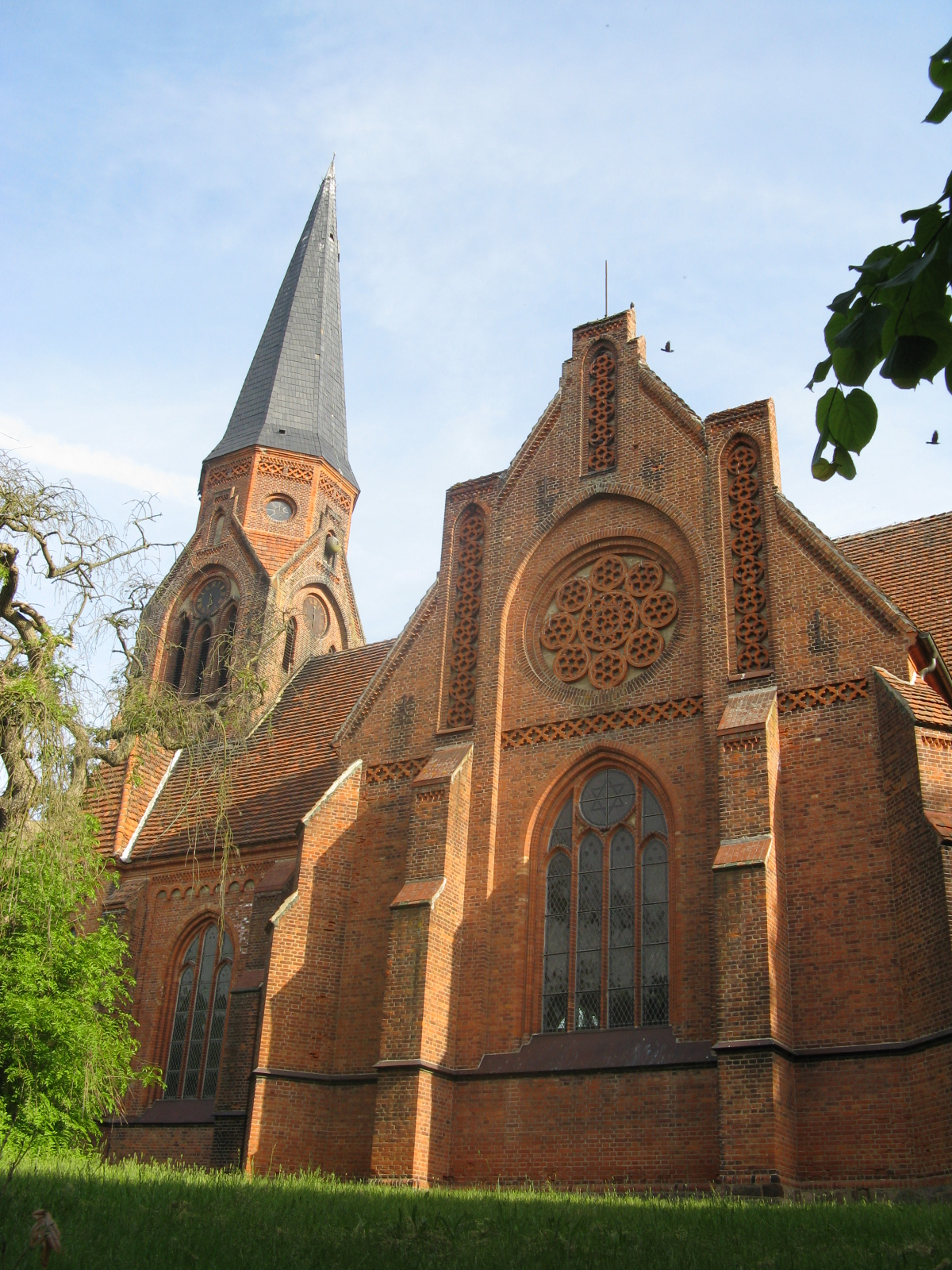
Dorfkirche Vellahn (2008)

Die evangelische Dorfkirche Vellahn ist eine neugotische Saalkirche in Vellahn im Landkreis Ludwigslust-Parchim in Mecklenburg-Vorpommern. Sie gehört zur Kirchengemeinde Vellahn-Pritzier in der Propstei Parchim der Evangelisch-Lutherischen Kirche in Norddeutschland (Nordkirche).

## Geschichte und Architektur
Die Kirche steht an leicht erhöhter Stelle auf dem mit einer Feldsteinmauer umfriedeten Kirchhof. Die kunsthistorisch wertvolle, jedoch baufällige Vorgängerkirche vom Anfang des 13. Jahrhunderts musste im Jahr 1881 abgebrochen werden. An ihrer Stelle wurde in den Jahren 1883 bis 1885 nach einem Entwurf von Theodor Krüger durch den Landbaumeister Hermann Schlosser eine neugotische, kreuzförmige Backsteinkirche mit polygonalem Chorschluss erbaut; sie steht also in der Nachfolge der Paulskirche Schwerin und der Stadtkirche Dömitz. Der quadratische Westturm mit verjüngtem Glockengeschoss ist mit einem achteckigen Aufsatz versehen und mit einem Spitzhelm abgeschlossen. Der Außenbau wird durch Strebepfeiler gegliedert und ist an den Giebeln des Querschiffs mit reichen Blendrosetten aus Formsteinen geschmückt. Ein schlanker Dachreiter stand einst auf der Vierung und musste im Jahr 2015 abgenommen werden. Zu beiden Seiten des Chores sind Anbauten angeordnet, deren nordöstlicher als Erbbegräbnis dient.
Der Innenraum ist einheitlich mit bemalten Gewölben geschlossen. Die Glasmalereien von Heinrich Oidtmann im Chor zeigen Szenen aus dem Leben Jesu.

## Ausstattung
Die bauzeitliche Ausstattung ist erhalten. Der Altar ist mit Figuren des Gekreuzigten und der Evangelisten versehen. Die hölzerne Kanzel ist reich mit Maßwerk geschmückt.
Ein Epitaph für Jasper von Lützow und seine Gemahlin Anna von Bülow wurde 1685 geschaffen und ebenso wie ein barocker Kruzifixus von 1744 aus dem Vorgängerbau übernommen. Das Epitaph zeigt die Verstorbenen als Relief in einer flachbogigen Nische vor dem Kruzifix kniend. Die Kirche besitzt einen ursprünglich aus Böhmen stammenden Abendmahlskelch von 1595.
Zwei Glocken sind erhalten, eine von Cord van der Heide aus dem Jahr 1494 mit dem Ton e+1,5, die andere aus dem Jahr 1513 mit dem Ton c3-1.

## Orgel
Die Orgel ist ein Werk von Friedrich Albert Mehmel aus dem Jahr 1885 mit 16 Registern auf zwei Manualen und Pedal mit mechanischer Kegellade. Die Disposition lautet:
| I Manual C–f3  |     |
| Bordun         | 16′ |
| Principal      | 8′  |
| Hohlflöte      | 8′  |
| Viola di Gamba | 8′  |
| Octave         | 4′  |
| Rohrflöte      | 4′  |
| Octave         | 2′  |
| Mixtur II–III  |     |

| II Manual C–f3 |    |
| Liebl. Gedackt | 8′ |
| Salicional     | 8′ |
| Gemshorn       | 8′ |
| Harmonieflöte  | 4′ |

| Pedal C–d1 |     |
| Violon     | 16′ |
| Subbass    | 16′ |
| Cello      | 8′  |
| Flötenbass | 8′  |

- Koppeln: II/I, I/P (Tritte)
- Spielhilfe: Tutti (Tritt)

## Sonstiges
Am Kirchturm befindet sich eine Höhenmarke des Ur-Nivellements (1868–1918) der Königlich Preußischen Landesaufnahme mit der damaligen Höhe von 39.032 m über Normal-Null.